# Juhász Sándor (operaénekes)
Juhász Sándor (Debrecen, 1854. október 14. – Debrecen, 1942. május 5.) színész és operaénekes (bariton), Pajor Ágnes férje.

## Életútja
Juhász Sándor ács és Szabó Zsuzsanna fiaként született. Gazdász-iskolát akart végezni, de kimaradt az iskolából és kórista lett a Népszínházban, 1877-ben. Itt három évig működött és miután szép baritonját fejleszteni, ambícióját fokozni állt szándékában, így vidékre szerződött. Mint elsőrendű színész, Jakab Lajos társulatánál lépett föl először Balassagyarmaton, 1880 október havában a »Cornevillei harangok«-ban, mint Henry márki. Következő igazgatója Aradi Gerő volt, 1881-ben Szegeden, aki egyetlen vendégfellépése után szerződtette. Működött még Pécsett, Miskolcon, Tóth Bélánál, ahol három évig volt, innen Csóka Sándorhoz ment Székesfehérvárra majd Szabadkára. 1884. július 10-én Orosházán feleségül vette Pajor Ágnes operetténekesnőt. 1890-ben Szegeden működött, 1893-ban Győrben, azután újból Szabadkán, Rakodczay Pálnál. 1894-ben ismét Szegedre ment, később Halmai Imrénél és Dobó Sándornál működött Győrött, majd 1906-ban újra Szegedre ment, Makó Lajoshoz. 1908-ban Kecskeméten ünnepelte működésének harmincéves jubileumát. 1910. június 1-én ment nyugdíjba, majd 1911. február 21-én örökre elbúcsúzott a színpadtól. 88 éves korában hunyt el, halálát gyomorvérzés okozta.

## Fontosabb szerepei
- Henry márki (Robert Planquette(wd): A corneville-i harangok)
- Gara nádor (Erkel Ferenc: Hunyadi László)
- Mirakel doktor (Jacques Offenbach: Hoffmann meséi)
- Don Brazero (Charles Lecocq: Nap és Hold)
- Pisch-Tasch (Arthur Sullivan – William Schwenck Gilbert: A mikádó)
- Madarász (Carl Zeller: A madarász)